# نيكولا ماريني
نيكولا ماريني (بالإيطالية: Nicolas Marini)‏ مواليد 29 يوليو 1993، هو دراج إيطالي.

## روابط خارجية
- نيكولا ماريني على موقع الاتحاد الدولي للدراجات (الإنجليزية)
- نيكولا ماريني على موقع أرشيف الدراجات (الإنجليزية)
- نيكولا ماريني على موقع إحصائيات الدراجات الإحترافية (الإنجليزية)
- نيكولا ماريني على موقع نسبة الدراجات (الإنجليزية)
- نيكولا ماريني على موقع CycleBase (الإنجليزية)
- نيكولا ماريني على موقع أوليمبيديا (الإنجليزية)